# 채만식문학상
채만식문학상은 전라북도 군산시와 채만식 탄생 100주년 기념사업회가 소설가 채만식의 작가 정신을 기리기 위해 제정한 대한민국의 문학상이다. 2002년 채만식 탄생 100주년을 기념하기 위해 제정했으며, 2003년부터 시상했다. 시상 초기 채만식의 친일행적에 대한 문제 제기로 폐지 요구가 있었고 2005년 제3회 시상식은 취소되었다. 이후 2006년 다시 시상이 재개되었다.
초기 상금은 700만 원이었고 현재는 1,000만 원이다.

## 역대 수상 작품
| 회     | 수상년도 | 수상자 | 수상작                      |
| ------ | -------- | ------ | --------------------------- |
| 제1회  | 2003년   | 정형남 | 《내 안의 나를 찾아서》     |
| 제2회  | 2004년   | 백시종 | 《서랍 속의 반란》          |
| 제3회  | 2006년   | 라대곤 | 《망둥어》                  |
| 제4회  | 2007년   | 손영목 | 《거제도》                  |
| 제5회  | 2008년   | 김상렬 | 《그리운 쪽빛》             |
| 제6회  | 2009년   | 전성태 | 《늑대》                    |
| 제7회  | 2010년   | 문순태 | 《생오지 뜸부기》           |
| 제8회  | 2011년   | 김지연 | 《명줄》                    |
| 제9회  | 2012년   | 송하춘 | 《스핑크스도 모른다》       |
| 제10회 | 2013년   | 공선옥 | 《그 노래는 어디서 왔을까》 |
| 제11회 | 2014년   | 이시백 | 《나는 꽃도둑이다》         |
| 제12회 | 2015년   | 성석제 | 《투명인간》                |
| 제13회 | 2016년   | 손홍규 | 《남자의 가출》             |